# Liga 1 2025
La Liga 1 2025, nota anche come Liga 1 Te Apuesto 2025 per ragioni di sponsorizzazione, è la 109ª edizione della massima serie del campionato di calcio peruviano. Il campionato è iniziato il 7 febbraio 2025 e si concluderà il 14 dicembre successivo.
La squadra campione in carica è l'Universitario, che ha vinto il suo ventottesimo titolo nazionale nella stagione 2024.

## Stagione

### Novità
Al termine della stagione precedente sono stati retrocessi Carlos A. Mannucci, U. César Vallejo e Unión Comercio, ultime tre classificate del campionato. Al loro posto inizialmente avrebbero dovuto essere promosse soltanto le prime due classificate della Liga 2 Alianza Univ. (assente in Liga 1 dal 2020) e Juan Pablo II College (al debutto in massima serie), riducendo così il numero di squadre partecipanti a 17. Tuttavia Ayacucho e Dep. Binacional hanno vinto un ricorso contro la federazione peruviana, venendo ammesse alla Liga 1, allargata quindi a 19 partecipanti.

### Formula
Il campionato è diviso in due periodi, Apertura e Clausura. Per ogni periodo le 19 squadre partecipanti giocano un girone all'italiana con partite di sola andata, per un totale di 18 giornate, al termine del quale la squadra prima classificata è campione del periodo e si qualifica per la fase finale. Le vincenti dei due periodi, insieme con le due squadre non vincenti dei periodi con il miglior piazzamento nella classifica aggregata di Apertura e Clausura, giocano una fase finale, due turni ad eliminazione diretta con gare di andata e ritorno per decretare i campioni nazionali. Le quattro squadre che prendono parte alla fase finale si qualificano per la Coppa Libertadores 2026, mentre altre quattro squadre dalla classifica aggregata si qualificano per la Coppa Sudamericana 2026. 
Le ultime tre classificate della classifica aggregata sono invece retrocesse in Segunda División.

## Squadre partecipanti
| Club                  | Città       | Stagione precedente              |
| --------------------- | ----------- | -------------------------------- |
| ADT                   | Tarma       | 6° in Apertura, 9° in Clausura   |
| Alianza Atlético      | Sullana     | 16° in Apertura, 7° in Clausura  |
| Alianza Lima          | Lima        | 4° in Apertura, 2° in Clausura   |
| Alianza Univ.         | Huánuco     | Liga 2                           |
| Atlético Grau         | Sullana     | 11° in Apertura, 5° in Clausura  |
| Ayacucho              | Huanta      | Liga 2                           |
| Cienciano             | Cusco       | 7° in Apertura, 8° in Clausura   |
| Comerciantes Unidos   | Cutervo     | 8° in Apertura, 16° in Clausura  |
| Cusco                 | Cusco       | 5° in Apertura, 6° in Clausura   |
| Dep. Binacional       | Juliaca     | Liga 2                           |
| Deportivo Garcilaso   | Cusco       | 15° in Apertura, 10° in Clausura |
| Juan Pablo II College | Trujillo    | Liga 2                           |
| Los Chankas           | Andahuaylas | 9° in Apertura, 12° in Clausura  |
| Melgar                | Arequipa    | 3° in Apertura, 4° in Clausura   |
| Sport Boys            | Callao      | 12° in Apertura, 14° in Clausura |
| Sport Huancayo        | Huancayo    | 13° in Apertura, 11° in Clausura |
| Sporting Cristal      | Lima        | 2° in Apertura, 3° in Clausura   |
| Universitario         | Lima        | Campione di Perù                 |
| UTC Cajamarca         | Cajamarca   | 14° in Apertura, 15° in Clausura |

## Apertura

### Classifica
|  | Pos. | Squadra               | Pt | G  | V  | N | P  | GF | GS | DR  |
|  | ---- | --------------------- | -- | -- | -- | - | -- | -- | -- | --- |
|  | 1.   | Universitario         | 39 | 18 | 12 | 3 | 3  | 38 | 12 | +26 |
|  | 2.   | Alianza Lima          | 37 | 18 | 11 | 4 | 3  | 23 | 11 | +12 |
|  | 3.   | Cusco                 | 34 | 18 | 10 | 4 | 4  | 34 | 20 | +14 |
|  | 4.   | Alianza Atlético      | 34 | 18 | 11 | 1 | 6  | 28 | 18 | +10 |
|  | 5.   | Sporting Cristal      | 32 | 18 | 10 | 2 | 6  | 31 | 24 | +7  |
|  | 6.   | Melgar                | 31 | 18 | 8  | 7 | 3  | 28 | 20 | +8  |
|  | 7.   | Sport Huancayo        | 30 | 18 | 9  | 3 | 6  | 23 | 21 | +2  |
|  | 8.   | Deportivo Garcilaso   | 27 | 18 | 8  | 3 | 7  | 28 | 19 | +9  |
|  | 9.   | ADT                   | 24 | 18 | 6  | 6 | 6  | 24 | 30 | -6  |
|  | 10.  | Cienciano             | 23 | 18 | 5  | 8 | 5  | 29 | 25 | +4  |
|  | 11.  | Los Chankas           | 23 | 18 | 5  | 8 | 5  | 24 | 25 | -1  |
|  | 12.  | Atlético Grau         | 22 | 18 | 5  | 7 | 6  | 23 | 24 | -1  |
|  | 13.  | Sport Boys            | 20 | 18 | 5  | 5 | 8  | 26 | 28 | -2  |
|  | 14.  | Juan Pablo II College | 19 | 18 | 5  | 4 | 9  | 20 | 28 | -8  |
|  | 15.  | UTC Cajamarca         | 19 | 18 | 5  | 4 | 9  | 17 | 34 | -17 |
|  | 16.  | Dep. Binacional       | 18 | 18 | 4  | 6 | 8  | 20 | 33 | -13 |
|  | 17.  | Ayacucho              | 15 | 18 | 4  | 3 | 11 | 14 | 27 | -13 |
|  | 18.  | Comerciantes Unidos   | 11 | 18 | 2  | 5 | 11 | 17 | 31 | -14 |
|  | 19.  | Alianza Univ.         | 11 | 18 | 2  | 5 | 11 | 16 | 33 | -17 |

Legenda:
      Campione di Apertura e qualificata per la Fase finale.

## Clausura

### Classifica
|  | Pos. | Squadra               | Pt | G | V | N | P | GF | GS | DR |
|  | ---- | --------------------- | -- | - | - | - | - | -- | -- | -- |
|  | 1.   | ADT                   | 0  | 0 | 0 | 0 | 0 | 0  | 0  | 0  |
|  | 2.   | Alianza Atlético      | 0  | 0 | 0 | 0 | 0 | 0  | 0  | 0  |
|  | 3.   | Alianza Lima          | 0  | 0 | 0 | 0 | 0 | 0  | 0  | 0  |
|  | 4.   | Alianza Univ.         | 0  | 0 | 0 | 0 | 0 | 0  | 0  | 0  |
|  | 5.   | Atlético Grau         | 0  | 0 | 0 | 0 | 0 | 0  | 0  | 0  |
|  | 6.   | Ayacucho              | 0  | 0 | 0 | 0 | 0 | 0  | 0  | 0  |
|  | 7.   | Cienciano             | 0  | 0 | 0 | 0 | 0 | 0  | 0  | 0  |
|  | 8.   | Comerciantes Unidos   | 0  | 0 | 0 | 0 | 0 | 0  | 0  | 0  |
|  | 9.   | Cusco                 | 0  | 0 | 0 | 0 | 0 | 0  | 0  | 0  |
|  | 10.  | Dep. Binacional       | 0  | 0 | 0 | 0 | 0 | 0  | 0  | 0  |
|  | 11.  | Deportivo Garcilaso   | 0  | 0 | 0 | 0 | 0 | 0  | 0  | 0  |
|  | 12.  | Juan Pablo II College | 0  | 0 | 0 | 0 | 0 | 0  | 0  | 0  |
|  | 13.  | Los Chankas           | 0  | 0 | 0 | 0 | 0 | 0  | 0  | 0  |
|  | 14.  | Melgar                | 0  | 0 | 0 | 0 | 0 | 0  | 0  | 0  |
|  | 15.  | Sport Boys            | 0  | 0 | 0 | 0 | 0 | 0  | 0  | 0  |
|  | 16.  | Sport Huancayo        | 0  | 0 | 0 | 0 | 0 | 0  | 0  | 0  |
|  | 17.  | Sporting Cristal      | 0  | 0 | 0 | 0 | 0 | 0  | 0  | 0  |
|  | 18.  | Universitario         | 0  | 0 | 0 | 0 | 0 | 0  | 0  | 0  |
|  | 19.  | UTC Cajamarca         | 0  | 0 | 0 | 0 | 0 | 0  | 0  | 0  |

Legenda:
      Campione di Clausura e qualificata per la Fase finale.

## Classifica aggregata
|                 | Pos. | Squadra               | Pt | G | V | N | P | GF | GS | DR |
| --------------- | ---- | --------------------- | -- | - | - | - | - | -- | -- | -- |
| Perù (bandiera) | 1.   | ADT                   | 0  | 0 | 0 | 0 | 0 | 0  | 0  | 0  |
|                 | 2.   | Alianza Atlético      | 0  | 0 | 0 | 0 | 0 | 0  | 0  | 0  |
|                 | 3.   | Alianza Lima          | 0  | 0 | 0 | 0 | 0 | 0  | 0  | 0  |
|                 | 4.   | Alianza Univ.         | 0  | 0 | 0 | 0 | 0 | 0  | 0  | 0  |
|                 | 5.   | Atlético Grau         | 0  | 0 | 0 | 0 | 0 | 0  | 0  | 0  |
|                 | 6.   | Ayacucho              | 0  | 0 | 0 | 0 | 0 | 0  | 0  | 0  |
|                 | 7.   | Cienciano             | 0  | 0 | 0 | 0 | 0 | 0  | 0  | 0  |
|                 | 8.   | Comerciantes Unidos   | 0  | 0 | 0 | 0 | 0 | 0  | 0  | 0  |
|                 | 9.   | Cusco                 | 0  | 0 | 0 | 0 | 0 | 0  | 0  | 0  |
|                 | 10.  | Dep. Binacional       | 0  | 0 | 0 | 0 | 0 | 0  | 0  | 0  |
|                 | 11.  | Deportivo Garcilaso   | 0  | 0 | 0 | 0 | 0 | 0  | 0  | 0  |
|                 | 12.  | Juan Pablo II College | 0  | 0 | 0 | 0 | 0 | 0  | 0  | 0  |
|                 | 13.  | Los Chankas           | 0  | 0 | 0 | 0 | 0 | 0  | 0  | 0  |
|                 | 14.  | Melgar                | 0  | 0 | 0 | 0 | 0 | 0  | 0  | 0  |
|                 | 15.  | Sport Boys            | 0  | 0 | 0 | 0 | 0 | 0  | 0  | 0  |
|                 | 16.  | Sport Huancayo        | 0  | 0 | 0 | 0 | 0 | 0  | 0  | 0  |
|                 | 17.  | Sporting Cristal      | 0  | 0 | 0 | 0 | 0 | 0  | 0  | 0  |
|                 | 18.  | Universitario         | 0  | 0 | 0 | 0 | 0 | 0  | 0  | 0  |
|                 | 19.  | UTC Cajamarca         | 0  | 0 | 0 | 0 | 0 | 0  | 0  | 0  |

Legenda:
      Ammesse alla Fase a gironi della Coppa Libertadores 2026.
      Ammessa alla Prima fase della Coppa Libertadores 2026.
      Ammessa alla Seconda fase della Coppa Libertadores 2026.
      Ammesse alla Coppa Sudamericana 2026.
      Retrocesse in Liga 2 2026.